# 三隅インターチェンジ
三隅インターチェンジ（みすみインターチェンジ）は、山口県長門市三隅の山陰自動車道萩・三隅道路のインターチェンジである。2008年（平成20年）2月23日に開通した。

## 道路
- E9 山陰自動車道（萩・三隅道路）

## 接続する道路
- 国道191号
  - すぐ近くで山口県道64号萩三隅線・山口県道287号長門三隅線と間接接続。
  - 三隅IC設置の際に、国道191号下関方面からの本線が萩・三隅道路に直通し、国道191号萩方面（現道）が分岐する構造に変更された。当初の計画では、山口県道287号長門三隅線との交差点に十字交差点として接続する予定であったが、萩・三隅道路の利便性向上に配慮して変更となった。しかし、従来交通に対しては交差点が増加する構造となり（特に国道191号下関方面と萩方面とは直線から2回屈曲となる）不便を強いられるとして、開通直前の地元説明会の席では地元住民から不満の声が聞かれた[3]。

## 周辺
- 湯免温泉
- 香月泰男美術館
- JR山陰本線 長門三隅駅
- 山口福祉専門学校

## 隣
E9 山陰自動車道（萩・三隅道路）
三隅IC - 明石IC/明石PA